# Духовская церковь (Дубровки)
Духовская церковь (церковь Сошествия Святого Духа) — православная церковь Сергиево-Посадской епархии Русской православной церкви, расположенная в деревне Дубровки Дмитровского городского округа. Построена в середине XVIII века. Объект культурного наследия регионального значения.

## История
Церковь выстроена в составе несохранившейся усадьбы, принадлежавшей князю М. А. Белосельскому, по храмозданной грамоте 1754 года, вместо ветхой деревянной церкви Илии Пророка. Первоначально имелся, помимо главного, придел пророка Илии. Перестроена с расширением по заказу Тутолминой в 1823 году — пристроена трапезная и колокольня. В 1853 году организован третий придел, Димитрия Солунского. В 1937 году был арестован и расстрелян на Бутовском полигоне настоятель храма Владимир (Красновский), позднее канонизированный как священномученик. Церковь закрыта в 1942 году, официально — в связи со смертью священника, использовалась под склад, а колокольня — под водонапорную башню ближайшего пионерского лагеря. Храм возвращён верующим в 1997 году, богослужения регулярно проводятся с 2000 года. В 2013 году, после окончания реставрации, состоялось великое освящение церкви.

## Архитектура
Первоначальная церковь построена в стиле барокко. Её композиция соответствует распространённой для вотчинных церквей на рубеже XVII—XVIII веков, она центрическая, ярусная, в плане церковь была крестообразной. Пристроенные колокольня и трапезная относятся к стилю ампир, в соответствии с их архитектурой переработан внешний облик и основного объёма храма — сбиты барочные фигурные наличники, переделаны оконные проёмы и карнизы на втором ярусе, оштукатурены фасады. Колокольня небольшая, трёхъярусная, увенчана шпилем. Пристроенная обширная трапезная в интерьере имеет три нефа, образованных деревянными колоннами, трактующими ионический ордер, а также ложными сводами. Отделка, росписи, иконостасы не сохранились.